# Red: The Dark Side
Red: The Dark Side es una película suspenso romántico india de 2007 dirigida por Vikram Bhatt. Está protagonizada por Aftab Shivdasani, Celina Jaitly, Amrita Arora y Sushant Singh.

## Trama
Neil Oberoi es un multimillonario solitario con una enfermedad cardíaca grave y necesita un trasplante de corazón, encuentra un donante que ha dejado atrás a la bella viuda Anahita Saxena. Anahita le dice que su esposo Anuj Saxena (el donante) tuvo una aventura con su amiga Ria, pero cuando él cambió de opinión y decidió volver con Anahita, Ria no pudo soportarlo y lo amenazó con matarlos a ambos. Y que Ria es responsable de su muerte y que es vulnerable porque el amigo de Ria, Rocky, la acosa. Ria entra en la casa. Anahita intenta matar a Ria, pero Neil la detiene. En este dilema, Neil la besa apasionadamente. Se va con la culpa. Se reencuentran y Anahita lo abofetea, pero ambos admiten su lujuria el uno por el otro y terminan teniendo sexo durante horas. Una noche después de tener relaciones sexuales repetidas, Neil asesina a Rocky para proteger a su dama. Neil viola a Anahita, pero resulta consentido. Después del incidente, Arshad ACP Abhay Rastogi encuentra un reloj que pertenece a Neil y comienza a sospechar de él. Neil y Anahita hacen todo lo posible para salvarse de la policía.
Mientras tanto, Neil intenta matar a Ria, pero luego se revela que Anahita es la verdadera culpable de haber matado a su esposo porque quería dejarla y casarse con Ria. Anahita no pudo soportarlo y planeó matar a su esposo a través de Rocky e hizo que pareciera un accidente. Después de enterarse de que Anahita lo había estado traicionando por su masculinidad y lujuria y lo usó para el sexo, Neil se desconsoló y desconcertó. Le dice a Anahita que ha envenenado su bebida. Ella se enoja con él y huye de la casa con miedo. Mientras conduce por la carretera, ocurre un accidente y muere.
Neil le explica todo a la policía y es liberado. Por fin, Neil le revela a Ria que nunca había envenenado la bebida de Anahita. Fue su miedo lo que la mató.

## Elenco
- Aftab Shivdasani como Neil Oberoi
- Celina Jaitly como Anahita Saxena
- Amrita Arora como Ria Malhotra
- Sushant Singh como ACP Abhay Rastogi
- Amin Hajee como Rocky

## Banda sonora
| Número de pista | Canciones                            | Cantante(s)                       | Longitud |
| --------------- | ------------------------------------ | --------------------------------- | -------- |
| 1               | "Aafreen Tera Chehra"                | Himesh Reshammiya                 | 05:16    |
| 2               | "Aafreen Tera Chehra (Remezcla)"     | Himesh Reshammiya                 | 05:16    |
| 3               | "Aamin"                              | Himesh Reshammiya                 | 05:02    |
| 4               | "Aamin (Remezcla)"                   | Himesh Reshammiya                 | 05:42    |
| 5               | "Ek Tumhi"                           | Jayesh Gandhi                     | 06:10    |
| 6               | "Ek Tumhi (remezcla)"                | Jayesh Gandhi                     | 05:50    |
| 7               | "Dil Ne Ye Na Jaana"                 | Himesh Reshammiya, Harshdeep Kaur | 04:28    |
| 8               | "La soledad está matando"            | Himesh Reshammiya, Akriti Kakkar  | 03:57    |
| 9               | "La soledad está matando (remezcla)" | Himesh Reshammiya, Akriti Kakkar  | 04:53    |

## Recepción
IndiaGlitz calificó la trama de la película como "básica". La película fue premiada con 1 de 5 por Taran Adarsh de Bollywood Hungama, quien criticó la escritura, entre otras cosas, calificándola de "absolutamente hortera".